# Tarnogród
Tarnogród è un comune urbano-rurale polacco del distretto di Biłgoraj, nel voivodato di Lublino.
Ricopre una superficie di 114,25 km² e nel 2006 contava 6 839 abitanti.